# Convenzione di Luneburgo
La convenzione di Luneburgo fu un atto firmato che sanciva la resa dei tedeschi e il ritiro delle truppe da vari paesi d'Europa. I firmatari erano i rappresentanti militari della Germania e il Regno Unito.

## Firmatari
Firmata il 4 maggio 1945 a Luneburgo, il trattato venne firmato da:
- Ammiraglio tedesco Hans-Georg von Friedeburg
- Maresciallo britannico Bernard Law Montgomery.

## Effetti
In base ad essa, dal 5 maggio le truppe tedesche che si trovavano in Danimarca, Paesi Bassi e Vestfalia furono ritirate.